# Ямайка на летних Олимпийских играх 2024

## Медали
| Медаль  | Спортсмен(ы)      | Вид спорта      | Дисциплина                    | Дата      |
| ------- | ----------------- | --------------- | ----------------------------- | --------- |
| Золото  | Роже Стона        | Лёгкая атлетика | Метание диска                 | 7 августа |
| Серебро | Шаника Рикеттс    | Лёгкая атлетика | Тройной прыжок                | 3 августа |
| Серебро | Кишейн Томпсон    | Лёгкая атлетика | Бег на 100 метров             | 4 августа |
| Серебро | Уэйн Пиннок       | Лёгкая атлетика | Прыжки в длину                | 6 августа |
| Бронза  | Ражиндра Кемпбелл | Лёгкая атлетика | Толкание ядра                 | 3 августа |
| Бронза  | Рашид Броадбелл   | Лёгкая атлетика | Бег на 110 метров с барьерами | 8 августа |

| Вид спорта      | 1 | 2 | 3 | Всего |
| Лёгкая атлетика | 1 | 3 | 2 | 6     |
| Всего           | 1 | 3 | 2 | 6     |

| Медали по датам | Медали по датам | Медали по датам | Медали по датам | Медали по датам | Медали по датам |
| --------------- | --------------- | --------------- | --------------- | --------------- | --------------- |
| Дата            | 1               | 2               | 3               | Всего           |                 |
| 3 августа       | 0               | 1               | 1               | 2               |                 |
| 4 августа       | 0               | 1               | 0               | 1               |                 |
| 6 августа       | 0               | 1               | 0               | 1               |                 |
| 7 августа       | 1               | 0               | 0               | 1               |                 |
| 8 августа       | 0               | 0               | 1               | 1               |                 |
| Всего           | 1               | 3               | 2               | 6               |                 |

| Медали по полу | Медали по полу | Медали по полу | Медали по полу | Медали по полу |
| -------------- | -------------- | -------------- | -------------- | -------------- |
| Пол            | 1              | 2              | 3              | Всего          |
| Мужчины        | 1              | 2              | 2              | 5              |
| Женщины        | 0              | 1              | 0              | 1              |
| Микст          | 0              | 0              | 0              | 0              |
| Всего          | 1              | 3              | 2              | 6              |

## Квалификация
| № п/п | Вид спорта      | Мужчины        | Мужчины                | Женщины        | Женщины                | Всего          | Всего                  |
| № п/п | Вид спорта      | Завоевано квот | Количество спортсменов | Завоевано квот | Количество спортсменов | Завоевано квот | Количество спортсменов |
| ----- | --------------- | -------------- | ---------------------- | -------------- | ---------------------- | -------------- | ---------------------- |
| 1     | Дзюдо           | 1              | 1                      |                |                        | 1              | 1                      |
| 2     | Лёгкая атлетика | 26             | 29                     | 29             | 31                     | 56             | 60                     |
| 3     | Плавание        | 1              | 1                      | 1              | 1                      | 2              | 2                      |
| 4     | Прыжки в воду   | 1              | 1                      |                |                        | 1              | 1                      |
|       | ИТОГО           | 29             | 32                     | 30             | 32                     | 60             | 64                     |

## Состав команды
Дзюдо
1. Эшли Маккензи[англ.]

 Лёгкая атлетика
1. Аким Блейк[англ.]
2. Облик Севилл[англ.]
3. Кишейн Томпсон
4. Эндрю Хадсон[англ.]
5. Брайан Левелл[англ.]
6. Джевон Пауэлл[англ.]
7. Шон Бейли[англ.]
8. Деандре Уоткин[англ.]
9. Наваски Андерсон[англ.]
10. Орландо Беннетт[англ.]
11. Рашид Броадбелл
12. Хансл Парчмент
13. Рошон Кларк[англ.]
14. Джахил Хайд[англ.]
15. Малик Джеймс-Кинг[англ.]
16. Джелани Гордон[англ.]
17. Джелани Уокер[англ.]
18. Рехим Хейлс[англ.]
19. Зандрион Барнс[англ.]
20. Ромейн Бекфорд[англ.]
21. Таджей Гейл
22. Уэйн Пиннок
23. Кари Маклеод[англ.]
24. Джейдон Хибберт[англ.]
25. Джордан Скотт[англ.]
26. Ражиндра Кемпбелл
27. Трэвис Смайкл[англ.]
28. Ральфорд Муллингс[англ.]
29. Роже Стона
30. Тия Клейтон[англ.]
31. Шелли-Энн Фрейзер-Прайс
32. Шашали Форбс
33. Ниша Бургер[англ.]
34. Шерика Джексон
35. Лане-Тава Томас[англ.]
36. Джунелл Бромфилд[англ.]
37. Стейс-Энн Уильямс[англ.]
38. Никиша Прайс[англ.]
39. Натойя Гоул-Топпин[англ.]
40. Адель Трейси[англ.]
41. Джаник Браун[англ.]
42. Акера Ньюджент[англ.]
43. Даниэль Уильямс
44. Рашелл Клейтон
45. Джанив Расселл
46. Шианн Салмон[англ.]
47. Алана Рид[англ.]
48. Кемба Нельсон[англ.]
49. Андренетт Найт[англ.]
50. Эшли Уильямс[англ.]
51. Чароки Янг[англ.]
52. Стефени Энн Макферсон
53. Ламара Дистин[англ.]
54. Акелия Смит[англ.]
55. Чанис Портер[англ.]
56. Шаника Рикеттс
57. Кимберли Уильямс[англ.]
58. Даниэль Томас-Додд
59. Ллойдриция Камерон[англ.]
60. Саманта Холл[англ.]

 Плавание
1. Джош Кирлью[англ.]
2. Сабрина Лин[англ.]

 Прыжки в воду
1. Йона Найт-Уисдом[англ.]

## Дзюдо
Ямайка получила по рейтингу IJF одно место в мужские соревнования.
| Спортсмен     | Категория        | 1/16 финала             | 1/8 финала              | Четвертьфиналы       | Полуфиналы           | Утеш. поединки       | Финал / За 3 место   | Финал / За 3 место   |                      |
| Спортсмен     | Категория        | Соперник Результат      | Соперник Результат      | Соперник Результат   | Соперник Результат   | Соперник Результат   | Соперник Результат   | Место                |                      |
| ------------- | ---------------- | ----------------------- | ----------------------- | -------------------- | -------------------- | -------------------- | -------------------- | -------------------- | -------------------- |
| Эшли Маккензи | Мужчины до 60 кг | YEMХешам Макабр В 10–00 | TURСалих Йылдыз П 00–01 | завершил выступление | завершил выступление | завершил выступление | завершил выступление | завершил выступление | завершил выступление |

## Легкая атлетика
Ямайские легкоатлеты выполнили нормативы для участия в Играх 2024 года, пройдя прямую квалификацию или по мировому рейтингу, в следующих соревнованиях (максимум по 3 спортсмена в каждом):
Беговые дисциплины
Мужчины
| Спортсмен                                              | Дисциплина            | Забеги      | Забеги | Утеш. забеги | Утеш. забеги | Полуфиналы           | Полуфиналы           | Финал                 | Финал                 |
| Спортсмен                                              | Дисциплина            | Результат   | Место  | Результат    | Место        | Результат            | Место                | Результат             | Место                 |
| ------------------------------------------------------ | --------------------- | ----------- | ------ | ------------ | ------------ | -------------------- | -------------------- | --------------------- | --------------------- |
| Аким Блейк                                             | 100 м                 | 10,06       | 2 Q    | —            | —            | 10,06                | 5                    | завершил выступление  | завершил выступление  |
| Облик Севилл                                           | 100 м                 | 9,99        | 1 Q    | —            | —            | 9,81                 | 1 Q                  | 9,91                  | 8                     |
| Кишейн Томпсон                                         | 100 м                 | 10,00       | 1 Q    | —            | —            | 9,80                 | 1 Q                  | 9,79                  | 2                     |
| Эндрю Хадсон                                           | 200 м                 | 20,53       | 4 R    | 20,55        | 2            | завершил выступление | завершил выступление | завершил выступление  | завершил выступление  |
| Брайан Левелл                                          | 200 м                 | 20,47       | 4 R    | 20,47        | 2 q          | 20,93                | 8                    | завершил выступление  | завершил выступление  |
| Джевон Пауэлл                                          | 400 м                 | 45,12       | 3 Q    | —            | —            | 44,91                | 4                    | завершил выступление  | завершил выступление  |
| Шон Бейли                                              | 400 м                 | 44,68       | 5 R    | DNF          | DNF          | завершил выступление | завершил выступление | завершил выступление  | завершил выступление  |
| Деандре Уоткин                                         | 400 м                 | 45,97       | 7 R    | DNS          | DNS          | завершил выступление | завершил выступление | завершил выступление  | завершил выступление  |
| Наваски Андерсон                                       | 800 м                 | 1.46,82     | 5 R    | 1.46,01      | 5            | завершил выступление | завершил выступление | завершил выступление  | завершил выступление  |
| Орландо Беннетт                                        | 110 м с/б             | 13,35       | 2 Q    | —            | —            | 13,09                | 1 Q                  | 13,34                 | 7                     |
| Рашид Броадбелл                                        | 110 м с/б             | 13,42       | 2 Q    | —            | —            | 13,21                | 1 Q                  | 13,09                 | 3                     |
| Хансл Парчмент                                         | 110 м с/б             | 13,43(,430) | 5 q    | —            | —            | 13,19                | 3 Q                  | 13,39                 | 8                     |
| Рошон Кларк                                            | 400 м с/б             | 48,17       | 1 Q    | —            | —            | 48,34                | 2 Q                  | DNF                   | DNF                   |
| Джахил Хайд                                            | 400 м с/б             | 49,08       | 2 Q    | —            | —            | 50,03                | 7                    | завершил выступление  | завершил выступление  |
| Малик Джеймс-Кинг                                      | 400 м с/б             | 48,21       | 1 Q    | —            | —            | 48,85                | 7                    | завершил выступление  | завершил выступление  |
| Аким Блейк Джелани Уокер Джелани Гордон Кишейн Томпсон | Эстафета 4×100 метров | 38,45       | 4      | —            | —            | —                    | —                    | завершили выступление | завершили выступление |

Женщины
| Спортсмен                                                                                   | Дисциплина            | Забеги    | Забеги | Утеш. забеги          | Утеш. забеги          | Полуфиналы            | Полуфиналы            | Финал                 | Финал                 |
| Спортсмен                                                                                   | Дисциплина            | Результат | Место  | Результат             | Место                 | Результат             | Место                 | Результат             | Место                 |
| ------------------------------------------------------------------------------------------- | --------------------- | --------- | ------ | --------------------- | --------------------- | --------------------- | --------------------- | --------------------- | --------------------- |
| Тия Клейтон                                                                                 | 100 м                 | 11,00     | 2 Q    | —                     | —                     | 10,89                 | 1 Q                   | 11,04                 | 7                     |
| Шелли-Энн Фрейзер-Прайс                                                                     | 100 м                 | 10,92     | 2 Q    | —                     | —                     | DNS                   | DNS                   | Did not advance       | Did not advance       |
| Шашали Форбс                                                                                | 100 м                 | 11,19     | 2 Q    | —                     | —                     | 11,20                 | 6                     | завершила выступление | завершила выступление |
| Ниша Бургер                                                                                 | 200 м                 | 22,54     | 2 Q    | —                     | —                     | 22,64                 | 5                     | завершила выступление | завершила выступление |
| Шерика Джексон                                                                              | 200 м                 | DNS       | DNS    | завершила выступление | завершила выступление | завершила выступление | завершила выступление | завершила выступление | завершила выступление |
| Лане-Тава Томас                                                                             | 200 м                 | 22,70     | 2 Q    | —                     | —                     | 22.77                 | 5                     | завершила выступление | завершила выступление |
| Джунелл Бромфилд                                                                            | 400 м                 | 51,36     | 3 Q    | —                     | —                     | 51,93                 | 8                     | завершила выступление | завершила выступление |
| Стейс-Энн Уильямс                                                                           | 400 м                 | 50,16     | 2 Q    | —                     | —                     | 50,79                 | 7                     | завершила выступление | завершила выступление |
| Никиша Прайс                                                                                | 400 м                 | 50,02     | 1 Q    | —                     | —                     | 50,77                 | 4                     | завершила выступление | завершила выступление |
| Натойя Гоул-Топпин                                                                          | 800 м                 | 1.58,66   | 1 Q    | —                     | —                     | 1.59,14               | 6                     | завершила выступление | завершила выступление |
| Адель Трейси                                                                                | 800 м                 | 2.03,47   | 8 R    | 2.03,67               | 5                     | завершила выступление | завершила выступление | завершила выступление | завершила выступление |
| Джаник Браун                                                                                | 100 м с/б             | 12,84     | 3 Q    | —                     | —                     | 12,92                 | 7                     | завершила выступление | завершила выступление |
| Акера Ньюджент                                                                              | 100 м с/б             | 12,65     | 1 Q    | —                     | —                     | 12,44                 | 3 q                   | DNF                   | DNF                   |
| Даниэль Уильямс                                                                             | 100 м с/б             | 12,59     | 1 Q    | —                     | —                     | 12,82                 | 6                     | завершила выступление | завершила выступление |
| Рашелл Клейтон                                                                              | 400 м с/б             | 54,32     | 1 Q    | —                     | —                     | 53,00                 | 1 Q                   | 52,68                 | 5                     |
| Джанив Расселл                                                                              | 400 м с/б             | 54,67     | 3 Q    | —                     | —                     | 54,65                 | 4                     | завершила выступление | завершила выступление |
| Шианн Салмон                                                                                | 400 м с/б             | 53,95     | 2 Q    | —                     | —                     | 53,13                 | 3 q                   | 53,29                 | 6                     |
| Алана Рид Кемба Нельсон Шашали Форбс Тия Клейтон                                            | Эстафета 4×100 метров | 42,35     | 3 Q    | —                     | —                     | —                     | —                     | 42,29                 | 5                     |
| Андренетт Найт Эшли Уильямс Чароки Янг Стефени Энн Макферсон Стейс-Энн Уильямс Шианн Салмон | Эстафета 4×400 метров | 3.24,92   | 1 Q    | —                     | —                     | —                     | —                     | DNF                   | DNF                   |

Микст
| Спортсмен                                                         | Дисциплина            | Забеги     | Забеги | Финал     | Финал |
| Спортсмен                                                         | Дисциплина            | Результат  | Место  | Результат | Место |
| ----------------------------------------------------------------- | --------------------- | ---------- | ------ | --------- | ----- |
| Рехим Хейлс Джунелл Бромфилд Зандрион Барнс Стефени Энн Макферсон | Эстафета 4×400 метров | 3.11,06 NR | 3 q    | 3.11,67   | 5     |

Технические дисциплины
Мужчины
| Спортсмен         | Дисциплина      | Полуфиналы | Полуфиналы | Финал                | Финал                |
| Спортсмен         | Дисциплина      | Результат  | Место      | Результат            | Место                |
| ----------------- | --------------- | ---------- | ---------- | -------------------- | -------------------- |
| Ромейн Бекфорд    | Прыжки в высоту | 2,24       | 8 q        | 2,22                 | 10                   |
| Таджей Гейл       | Прыжки в длину  | 7,78       | 19         | завершил выступление | завершил выступление |
| Уэйн Пиннок       | Прыжки в длину  | 7,96       | 7 q        | 8,36                 | 2                    |
| Кари Маклеод      | Прыжки в длину  | 7,90       | 11 q       | 7,82                 | 12                   |
| Джейдон Хибберт   | Тройной прыжок  | 16,99      | 6 q        | 17,61                | 4                    |
| Джордан Скотт     | Тройной прыжок  | 16,36      | 24         | завершил выступление | завершил выступление |
| Ражиндра Кемпбелл | Толкание ядра   | 21,05      | 10 q       | 22,15                | 3                    |
| Трэвис Смайкл     | Метание диска   | 65,91      | 5 q        | 64,97                | 10                   |
| Ральфорд Муллингс | Метание диска   | 65,18      | 7 q        | 65,61                | 9                    |
| Роже Стона        | Метание диска   | 65,32      | 6 q        | 70,00 OR             | 1                    |

Женщины
| Спортсмен          | Дисциплина      | Полуфиналы | Полуфиналы | Финал                 | Финал                 |
| Спортсмен          | Дисциплина      | Результат  | Место      | Результат             | Место                 |
| ------------------ | --------------- | ---------- | ---------- | --------------------- | --------------------- |
| Ламара Дистин      | Прыжки в высоту | 1,88       | 24         | завершила выступление | завершила выступление |
| Чанис Портер       | Прыжки в длину  | 6,48       | 17         | завершила выступление | завершила выступление |
| Акелия Смит        | Прыжки в длину  | 6,59       | 10 q       | 6,66                  | 8                     |
| Акелия Смит        | Тройной прыжок  | 14,09      | 10 q       | 14,42                 | 7                     |
| Шаника Рикеттс     | Тройной прыжок  | 14,47      | 2 Q        | 14,87                 | 2                     |
| Кимберли Уильямс   | Тройной прыжок  | 13,77      | 20         | завершила выступление | завершила выступление |
| Даниэль Томас-Додд | Толкание ядра   | 18,12      | 13         | завершила выступление | завершила выступление |
| Ллойдриция Камерон | Толкание ядра   | 18,02      | 14         | завершила выступление | завершила выступление |
| Саманта Холл       | Метание диска   | 54,94      | 31         | завершила выступление | завершила выступление |

## Плавание
Ямайка получила две универсальные квоты для участия в олимпийском турнире пловцов, по одной у мужчин и женщин.
| Спортсмен   | Дисциплина                 | Заплывы | Заплывы | Полуфиналы            | Полуфиналы            | Финал                 | Финал                 |
| Спортсмен   | Дисциплина                 | Время   | Место   | Время                 | Место                 | Время                 | Место                 |
| ----------- | -------------------------- | ------- | ------- | --------------------- | --------------------- | --------------------- | --------------------- |
| Джош Кирлью | Мужчины 100 м баттерфляй   | 54,66   | 36      | завершил выступление  | завершил выступление  | завершил выступление  | завершил выступление  |
| Сабрина Лин | Женщины 50 м вольный стиль | 26,08   | 29      | завершила выступление | завершила выступление | завершила выступление | завершила выступление |

## Прыжки в воду
Ямайка получила одно место в соревнования мужчин на 3-метровом трамплине в результате перераспределения квот.
| Спортсмен        | Дисциплина                  | Квалификация | Квалификация | Полуфинал | Полуфинал | Финал                | Финал                |
| Спортсмен        | Дисциплина                  | Баллы        | Место        | Баллы     | Место     | Баллы                | Место                |
| ---------------- | --------------------------- | ------------ | ------------ | --------- | --------- | -------------------- | -------------------- |
| Йона Найт-Уисдом | Мужчины 3-метровый трамплин | 382,90       | 14 Q         | 412,40    | 13        | завершил выступление | завершил выступление |